# Kroatische Männer-Handballnationalmannschaft
Die kroatische Männer-Handballnationalmannschaft repräsentiert den Handballverband Kroatiens als Auswahlmannschaft auf internationaler Ebene bei Länderspielen im Handball gegen Mannschaften anderer nationaler Verbände.

## Geschichte
Der kroatische Handballverband wurde 1990 gegründet und ist seit 1992 Mitglied in der Internationalen Handballföderation (IHF) und in der Europäischen Handballföderation (EHF). Mit 14 Medaillen bei internationalen Großereignissen, darunter zwei Olympiasiegen (1996 und 2004) und einem Weltmeistertitel (2003), gehört Kroatien zu den erfolgreichsten Nationen im Handball der Männer.
Nach der erfolgreich ausgetragenen Europameisterschaft 2000 wurde Kroatien im Jahr 2005 auch zum Ausrichter der Weltmeisterschaft 2009 gewählt, obwohl noch keine der vorgegebenen Hallen stand. Im Endspiel unterlag Kroatien Frankreich mit 19:24. Im Jahr 2018 war Kroatien erneut Ausrichter der Europameisterschaft.
Die Spielergeneration um Welthandballer Ivano Balić trug den von ihm initiierten Spitznamen „Kauboji“ („Cowboys“).

## Internationale Großereignisse
Für Teilnahmen bis 1991 siehe Jugoslawische Männer-Handballnationalmannschaft.

### Olympische Spiele
- Olympische Spiele 1992: nicht qualifiziert
- Olympische Spiele 1996:  1. Platz (von 12 Mannschaften)

Kader: Venio Losert (7 Spiele/0 Tore), Valter Matošević (7/0), Valner Franković (1/0), Vladimir Šujster (2/2), Bruno Gudelj (3/2), Alvaro Načinović (3/3), Nenad Kljaić (5/3), Iztok Puc (3/6), Zoran Mikulić (5/9), Vladimir Jelčić (7/11), Slavko Goluža (7/12), Zlatko Saračević (6/16), Goran Perkovac (7/17), Božidar Jović (6/26), Irfan Smajlagić (6/31/All-Star), Patrik Ćavar (6/43/Torschützenkönig/All-Star). Trainer: Velimir Kljaić.
- Olympische Spiele 2000: nicht qualifiziert
- Olympische Spiele 2004:  1. Platz (von 12 Mannschaften)

Kader: Venio Losert (8 Spiele/0 Tore), Vlado Šola (7/0), Valter Matošević (1/0), Drago Vuković (8/1), Denis Špoljarić (8/1), Davor Dominiković (8/2), Vedran Zrnić (8/2), Slavko Goluža (8/4), Goran Šprem (8/18), Nikša Kaleb (8/25), Petar Metličić (8/28), Blaženko Lacković (8/30), Ivano Balić (8/32/All-Star), Igor Vori (8/39), Mirza Džomba (8/55/Zweitbester Torschütze). Trainer: Lino Červar.
- Olympische Spiele 2008: 4. Platz (von 12 Mannschaften)

Kader: Venio Losert (8 Spiele/0 Tore), Mirko Alilović (8/0), Davor Dominiković (8/2), Ljubo Vukić (3/8), Ivano Balić (7/9), Renato Sulić (8/9), Drago Vuković (8/12), Zlatko Horvat (8/16), Petar Metličić (8/16), Blaženko Lacković (8/19), Tonči Valčić (8/21), Igor Vori (8/23), Domagoj Duvnjak (8/24), Goran Šprem (5/25), Mirza Džomba (8/34). Trainer: Lino Červar.
- Olympische Spiele 2012:  3. Platz (von 12 Mannschaften)

Kader: Venio Losert (8 Spiele/0 Tore), Mirko Alilović (8/0), Ivan Ninčević (7/2), Damir Bičanić (1/3), Jakov Gojun (8/6), Ivano Balić (8/8), Marko Kopljar (8/9), Drago Vuković (8/9), Denis Buntić (8/9), Zlatko Horvat (8/20), Igor Vori (8/23), Manuel Štrlek (8/28), Domagoj Duvnjak (8/32), Blaženko Lacković (8/32), Ivan Čupić (8/49/All-Star/Zweitbester Torschütze). Trainer: Slavko Goluža.
- Olympische Spiele 2016: 5. Platz (von 12 Mannschaften)

Kader: Ivan Stevanović (6 Spiele/0 Tore), Ivan Pešić (6/0), Jakov Gojun (6/6), Ivan Slišković (6/7), Ilija Brozović (6/8), Marko Mamić (6/10), Marko Kopljar (6/12), Zlatko Horvat (6/12), Igor Karačić (6/12), Krešimir Kozina (6/14), Luka Stepančić (6/21), Ivan Čupić (6/21), Domagoj Duvnjak (6/22), Manuel Štrlek (6/29). Trainer: Željko Babić.
- Olympische Spiele 2020: nicht qualifiziert
- Olympische Spiele 2024: 9. Platz (von 12 Mannschaften)

Kader: Luka Cindrić (5 Spiele/15 Tore), Domagoj Duvnjak (5/14), Nikola Grahovac (5/1), Luka Lovre Klarica (5/7), Dominik Kuzmanović (5/0), Tin Lučin (5/8), Matej Mandić (5/0), Ivan Martinović (5/32), Lovro Mihić (5/12), Veron Načinović (5/10), Josip Šarac (5/2), Marin Šipić (5/8), Mario Šoštarić (5/24), Zvonimir Srna (5/15). Trainer: Dagur Sigurðsson.

### Weltmeisterschaften
- Weltmeisterschaft 1993: nicht qualifiziert
- Weltmeisterschaft 1995:  2. Platz (von 24 Mannschaften)

Kader: Venio Losert, Boris Jarak, Goran Perkovac, Irfan Smajlagić (47 Tore/All-Star), Božidar Jović, Alvaro Načinović, Tomislav Farkaš, Zvonimir Bilić, Mirza Šarić, Iztok Puc, Vlado Šola, Patrik Ćavar, Ratko Tomljanović, Slavko Goluža, Valter Matošević, Zlatko Saračević. Trainer: Zdravko Zovko.
- Weltmeisterschaft 1997: 13. Platz (von 24 Mannschaften)

Kader: Mirko Bašić, Vladimir Jelčić, Goran Perkovac, Irfan Smajlagić, Božidar Jović, Mladen Prskalo, Tomislav Farkaš, Zvonimir Bilić, Nenad Kljaić, Iztok Puc, Mirza Džomba, Venio Losert, Patrik Ćavar, Slavko Goluža, Valter Matošević, Zlatko Saračević. Trainer: Ilija Puljević.
- Weltmeisterschaft 1999: 10. Platz (von 24 Mannschaften)

Kader: Mirko Bašić, Ivica Maraš, Božidar Jović, Vedran Zrnić, Zvonimir Bilić, Nenad Kljaić, Davor Dominiković, Mirza Džomba, Venio Losert, Patrik Ćavar, Tonči Valčić, Slavko Goluža, Mario Kelentrić, Mirza Šarić, Milanko Čaprić, Zoran Mikulić. Trainer: Velimir Kljaić.
- Weltmeisterschaft 2001: 9. Platz (von 24 Mannschaften)

Kader: Mario Kelentrić, Nikša Kaleb, Renato Sulić, Božidar Jović, Vedran Zrnić, Zvonimir Bilić, Nenad Kljaić, Davor Dominiković, Mirza Džomba, Venio Losert, Patrik Ćavar, Tonči Valčić, Slavko Goluža, Valter Matošević, Petar Metličić, Zoran Mikulić. Trainer: Josip Milković.
- Weltmeisterschaft 2003:  1. Platz (von 24 Mannschaften)

Kader: Mario Kelentrić, Nikša Kaleb, Ivano Balić, Božidar Jović, Blaženko Lacković, Vedran Zrnić, Igor Vori, Davor Dominiković, Mirza Džomba (All-Star), Vlado Šola, Tonči Valčić, Slavko Goluža, Valter Matošević, Denis Špoljarić, Petar Metličić (46 Tore). Trainer: Lino Červar.
- Weltmeisterschaft 2005:  2. Platz (von 24 Mannschaften)

Kader: Vlado Šola (10 Spiele/0 Tore), Venio Losert (7/0), Nikola Blažičko (3/0), Zoran Jeftić (4/5), Davor Dominiković (9/6), Denis Špoljarić (10/10), Slavko Goluža (10/14), Vedran Zrnić (10/15), Nikša Kaleb (10/16), Petar Metličić (7/18), Denis Buntić (10/19), Goran Šprem (10/22), Igor Vori (10/37), Ivano Balić (10/46/All-Star/Bester Spieler), Blaženko Lacković (10/46), Mirza Džomba (10/62/All-Star). Trainer: Lino Červar.
- Weltmeisterschaft 2007: 5. Platz (von 24 Mannschaften)

Kader: Dragan Jerković (9 Spiele/0 Tore), Mirko Alilović (8/0), Venio Losert (3/0), Davor Dominiković (3/0), Domagoj Duvnjak (1/1), Tonči Valčić (9/3), Dalibor Anušić (2/3), Denis Špoljarić (9/5), Nikša Kaleb (10/16), Drago Vuković (10/18), Ljubo Vukić (9/20), Renato Sulić (9/20), Vedran Zrnić (10/32), Mirza Džomba (8/32), Petar Metličić (10/34), Blaženko Lacković (10/35), Igor Vori (10/36), Ivano Balić (10/53/Bester Spieler). Trainer: Lino Červar.

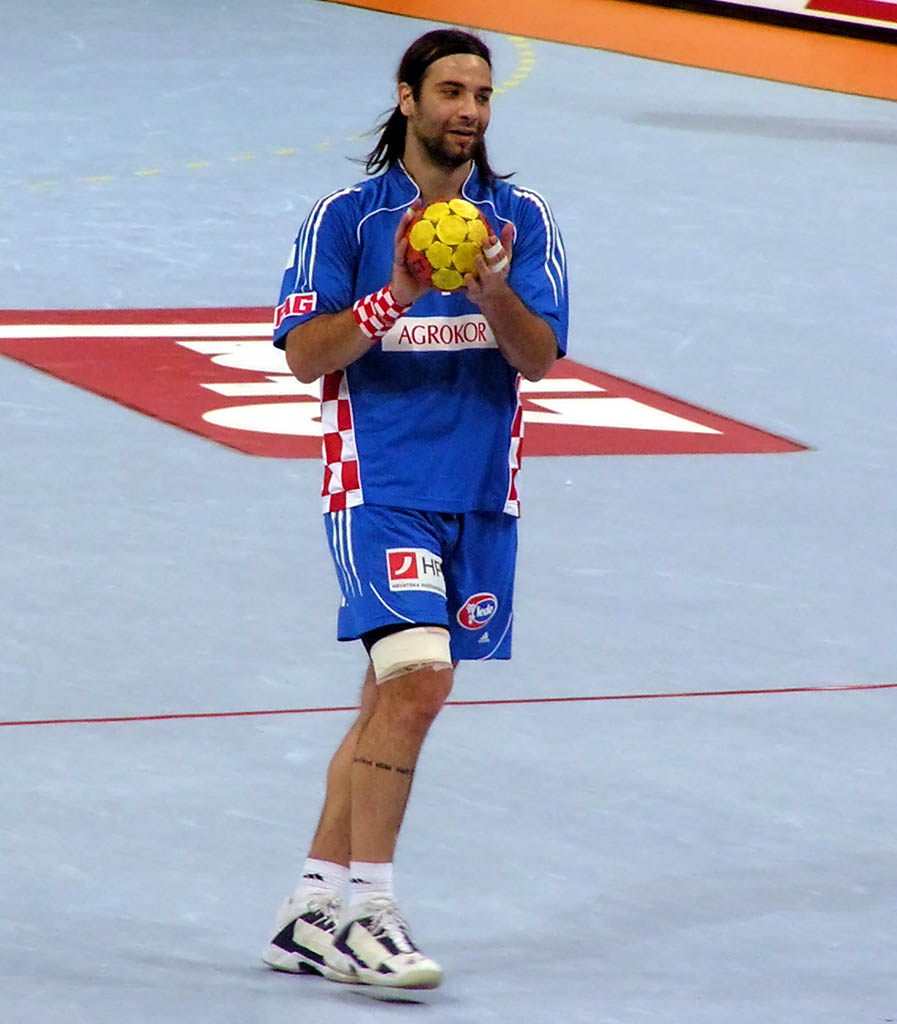
Ivano Balić wurde 2007 erneut zum besten Spieler der WM gewählt.

- Weltmeisterschaft 2009:  2. Platz (von 24 Mannschaften)

Kader: Venio Losert (10 Spiele/0 Tore), Mirko Alilović (10/0), Denis Špoljarić (9/0), Zlatko Horvat (2/0), Dalibor Anušić (2/1), Josip Valčić (1/1), Jakov Gojun (8/1), Marko Kopljar (5/2), Denis Buntić (5/6), Ivano Balić (8/17), Goran Šprem (4/17), Vedran Zrnić (8/18), Tonči Valčić (10/19), Petar Metličić (9/22), Mateo Hrvatin (9/25), Blaženko Lacković (10/29/All-Star), Igor Vori (10/36/All-Star/Bester Spieler), Domagoj Duvnjak (10/38), Ivan Čupić (10/66/All-Star/Zweitbester Torschütze). Trainer: Lino Červar.

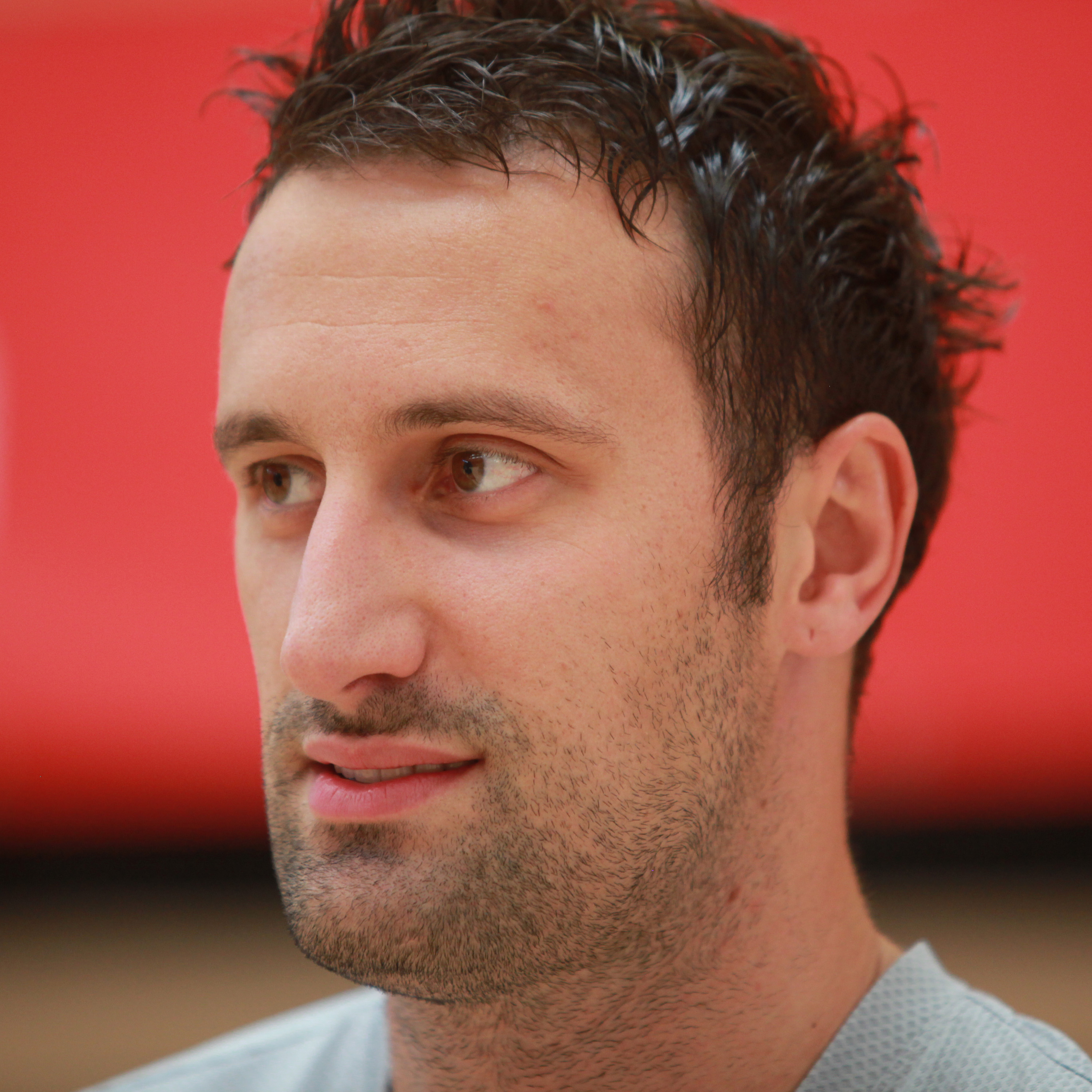
Igor Vori wurde bester Spieler der WM 2009.

- Weltmeisterschaft 2011: 5. Platz (von 24 Mannschaften)

Kader: Mirko Alilović (9 Spiele/0 Tore), Marin Šego (5/0), Ivan Pešić (4/0), Marino Marić (1/1), Jakov Gojun (9/1), Tonči Valčić (9/5), Marko Kopljar (9/5), Ivan Ninčević (9/7), Jerko Matulić (9/9), Željko Musa (8/9), Domagoj Duvnjak (8/13), Ivano Balić (9/22), Drago Vuković (9/23), Manuel Štrlek (9/25), Blaženko Lacković (9/26), Igor Vori (9/29), Denis Buntić (9/42), Vedran Zrnić (9/54/All-Star). Trainer: Lino Červar.
- Weltmeisterschaft 2013:  3. Platz (von 24 Mannschaften)

Kader: Mirko Alilović (9 Spiele/0 Tore), Filip Ivić (7/0), Blaženko Lacković (2/0), Željko Musa (9/4), Marino Marić (4/6), Jakov Gojun (8/6), Stipe Mandalinić (9/7), Igor Vori (8/9), Manuel Štrlek (5/11), Luka Stepančić (8/12), Drago Vuković (8/12), Lovro Šprem (9/12), Ivan Ninčević (4/13), Zlatko Horvat (9/23), Damir Bičanić (9/30), Marko Kopljar (9/31), Domagoj Duvnjak (9/40/All-Star), Ivan Čupić (9/50/Zweitbester Torschütze). Trainer: Slavko Goluža.
- Weltmeisterschaft 2015: 6. Platz (von 24 Mannschaften)

Kader: Mirko Alilović (9 Spiele/0 Tore), Filip Ivić (9/0), Jakov Gojun (9/4), Ilija Brozović (9/5), Željko Musa (9/7), Ivan Ninčević (9/8), Damir Bičanić (9/10), Luka Stepančić (9/13), Igor Vori (9/15), Ivan Slišković (9/21), Igor Karačić (9/21), Zlatko Horvat (9/25), Marko Kopljar (9/27), Manuel Štrlek (9/29), Domagoj Duvnjak (9/32), Ivan Čupić (9/41). Trainer: Slavko Goluža.
- Weltmeisterschaft 2017: 4. Platz (von 24 Mannschaften)

Kader: Filip Ivić (5 Spiele/0 Tore), Ivan Pešić (4/0), Jerko Matulić (5/0), Ivan Stevanović (9/1), Jakov Gojun (9/1), Josip Božić Pavletić (4/5), Lovro Jotić (9/5), Stipe Mandalinić (9/10), Luka Šebetić (9/13), Željko Musa (9/14), Lovro Mihić (9/14), Tin Kontrec (9/15), Luka Stepančić (9/21), Domagoj Duvnjak (9/26/All-Star), Manuel Štrlek (9/27), Marko Mamić (9/29), Zlatko Horvat (9/34), Luka Cindrić (9/39). Trainer: Željko Babić.
- Weltmeisterschaft 2019: 6. Platz (von 24 Mannschaften)

Kader: Alen Blažević (8 Spiele/0 Tore), Lovro Jotić (1/0), Marin Šego (9/1), Ivan Stevanović (9/1), Ivan Slišković (4/1), Kristian Bećiri (3/1), Krešimir Kozina (5/4), Ivan Vida (9/7), Luka Cindrić (6/9), Damir Bičanić (9/11), Jakov Vranković (9/16), Marin Šipić (9/18), Željko Musa (9/19), David Mandić (9/19), Igor Karačić (9/20), Domagoj Duvnjak (9/24), Manuel Štrlek (9/29), Luka Stepančić (9/31), Zlatko Horvat (9/39). Trainer: Lino Červar.
- Weltmeisterschaft 2021: 15. Platz (von 32 Mannschaften)

Kader: Ivan Pešić (6 Spiele/0 Tore), Marin Šego (4/0), Mate Šunjić (2/0), Željko Musa (6/1), Janko Kević (3/1), Marin Šipić (3/1), Josip Šarac (5/2), Ilija Brozović (5/3), Luka Cindrić (1/4), Halil Jaganjac (5/5), Luka Šebetić (6/6), Igor Karačić (3/6), David Mandić (6/7), Domagoj Duvnjak (6/8), Manuel Štrlek (6/11), Ivan Čupić (5/14), Zlatko Horvat (6/17), Marko Mamić (6/17), Ivan Martinović (6/18), Marino Marić (6/26). Trainer: Lino Červar.
- Weltmeisterschaft 2023: 9. Platz (von 32 Teams)

Kader: Dino Slavić (4 Spiele/0 Tore), Mate Šunjić (4/0), Dominik Kuzmanović (4/0), Jakov Gojun (6/0), Leon Šušnja (6/0), Zvonimir Srna (1/1), Nikola Grahovac (1/1), Paolo Kraljević (6/2), Domagoj Duvnjak (6/5), Željko Musa (6/6), Lovro Mihić (5/7), Luka Šebetić (6/8), Josip Šarac (5/15), Marin Šipić (6/21), Igor Karačić (6/22), Marin Jelinić (6/23), Luka Cindrić (6/29), Ivan Martinović (6/31), Filip Glavaš (6/36). Trainer: Hrvoje Horvat.
- Weltmeisterschaft 2025:  2. Platz (von 32 Teams)

### Europameisterschaften
- Europameisterschaft 1994:  3. Platz (von 12 Mannschaften)

Kader: Tonči Peribonio (0 Tore), Valter Matošević (0), Bruno Gudelj (0), Darko Franović (1), Slavko Goluža (1), Alvaro Načinović (2), Zvonimir Bilić (5), Ratko Tomljanović (8), Goran Perkovac (12), Patrik Ćavar (17), Nenad Kljaić (17), Vladimir Jelčić (17), Iztok Puc (18), Zlatko Saračević (30), Irfan Smajlagić (33), Ivica Obrvan, Vlado Šola. Trainer: Zdravko Zovko.
- Europameisterschaft 1996: 5. Platz (von 12 Mannschaften)

Kader: Vlado Šola (5 Spiele/0 Tore), Valter Matošević (5/0), Venio Losert (2/0), Zvonimir Bilić (4/0), Tomislav Farkaš (1/0), Nenad Kljaić (3/2), Bruno Gudelj (6/3), Slavko Goluža (6/7), Alvaro Načinović (6/8), Božidar Jović (5/11), Goran Perkovac (6/13), Iztok Puc (5/15), Irfan Smajlagić (6/24), Zlatko Saračević (6/31), Patrik Ćavar (6/40). Trainer:  Abas Arslanagić.
- Europameisterschaft 1998: 8. Platz (von 12 Mannschaften)

Kader: Mirko Bašić (6 Spiele/0 Tore), Venio Losert (4/0), Mario Kelentrić (2/0), Tihomir Baltić (4/0), Ivica Obrvan (2/1), Darko Galić (3/1), Mario Bjeliš (2/1), Egon Paljar (4/3), Nenad Kljaić (5/4), Božidar Jović (6/10), Ratko Tomljanović (6/11), Slavko Goluža (6/18), Mirza Džomba (6/18), Zoran Mikulić (6/20), Zlatko Saračević (4/21), Patrik Ćavar (6/37). Trainer: Velimir Kljaić.
- Europameisterschaft 2000: 6. Platz (von 12 Mannschaften)

Kader: Mirko Bašić (6 Spiele/0 Tore), Venio Losert (5/0), Valter Matošević (1/0), Bruno Gudelj (2/0), Tomislav Farkaš (2/0), Mirza Džomba (4/2), Goran Šprem (1/4), Tonči Valčić (6/6), Božidar Jović (6/7), Nenad Kljaić (6/10), Slavko Goluža (6/11), Zvonimir Bilić (4/11), Zoran Mikulić (5/11), Goran Perkovac (6/18), Irfan Smajlagić (6/29/All-Star), Zlatko Saračević (5/29). Trainer: Zdravko Zovko.
- Europameisterschaft 2002: 16. Platz (von 16 Mannschaften)

Kader: Valter Matošević (3 Spiele/0 Tore), Mario Kelentrić (3/0), Davor Dominiković (3/0), Igor Kos (2/0), Tihomir Baltić (3/2), Mirza Džomba (3/2), Tonči Valčić (1/2), Božidar Jović (3/3), Renato Sulić (3/3), Ivano Balić (3/3), Goran Šprem (3/5), Vedran Zrnić (3/6), Petar Metličić (3/11), Slavko Goluža (3/15), Zvonimir Bilić (3/16). Trainer: Josip Milković.
- Europameisterschaft 2004: 4. Platz (von 16 Mannschaften)

Kader: Valter Matošević (7 Spiele/0 Tore), Vlado Šola (6/0), Mario Kelentrić (4/0), Vedran Zrnić (8/1), Davor Dominiković (5/2), Denis Špoljarić (8/3), Ivan Vukas (5/6), Igor Vori (8/7), Tonči Valčić (8/18), Slavko Goluža (8/19), Renato Sulić (8/19), Petar Metličić (6/21), Nikša Kaleb (8/21), Ivano Balić (7/26/All-Star/Bester Spieler), Blaženko Lacković (8/33), Mirza Džomba (8/46/Torschützenkönig). Trainer: Lino Červar.
- Europameisterschaft 2006: 4. Platz (von 16 Mannschaften)

Kader: Vlado Šola (8 Spiele/0 Tore), Venio Losert (5/0), Nikola Blažičko (2/0), Ivan Čupić (2/0), Davor Dominiković (8/2), Denis Buntić (8/4), Denis Špoljarić (8/5), Zlatko Horvat (8/8), Slavko Goluža (8/10), Igor Vori (8/14), Goran Šprem (8/16), Renato Sulić (8/23), Petar Metličić (8/33), Mirza Džomba (8/34), Blaženko Lacković (8/37), Ivano Balić (8/43/All-Star/Bester Spieler). Trainer: Lino Červar.
- Europameisterschaft 2008:  2. Platz (von 16 Mannschaften)

Kader: Mirko Alilović (8 Spiele/0 Tore), Vjenceslav Somić (5/0), Dragan Jerković (3/0), Davor Dominiković (4/0), Josip Valčić (3/0), Denis Špoljarić (8/1), Drago Vuković (5/3), Ljubo Vukić (3/5), Renato Sulić (6/7), Nikša Kaleb (6/12), Tonči Valčić (7/16), Domagoj Duvnjak (7/17), Blaženko Lacković (8/18), Zlatko Horvat (8/18), Ivan Čupić (8/19), Igor Vori (8/21/All-Star), Petar Metličić (8/31), Ivano Balić (8/44/All-Star/Torschützenkönig). Trainer: Lino Červar.
- Europameisterschaft 2010:  2. Platz (von 16 Mannschaften)

Kader: Mirko Alilović (8 Spiele/0 Tore), Goran Čarapina (8/0), Blaženko Lacković (6/1), Damir Bičanić (3/1), Jakov Gojun (8/1/Bester Verteidiger), Vedran Mataija (8/1), Željko Musa (8/1), Marko Kopljar (8/5), Tonči Valčić (5/7), Drago Vuković (8/16), Igor Vori (8/18/All-Star), Vedran Zrnić (8/20), Manuel Štrlek (8/21/All-Star), Domagoj Duvnjak (7/23), Denis Buntić (8/26), Ivano Balić (8/27), Ivan Čupić (8/36). Trainer: Lino Červar.

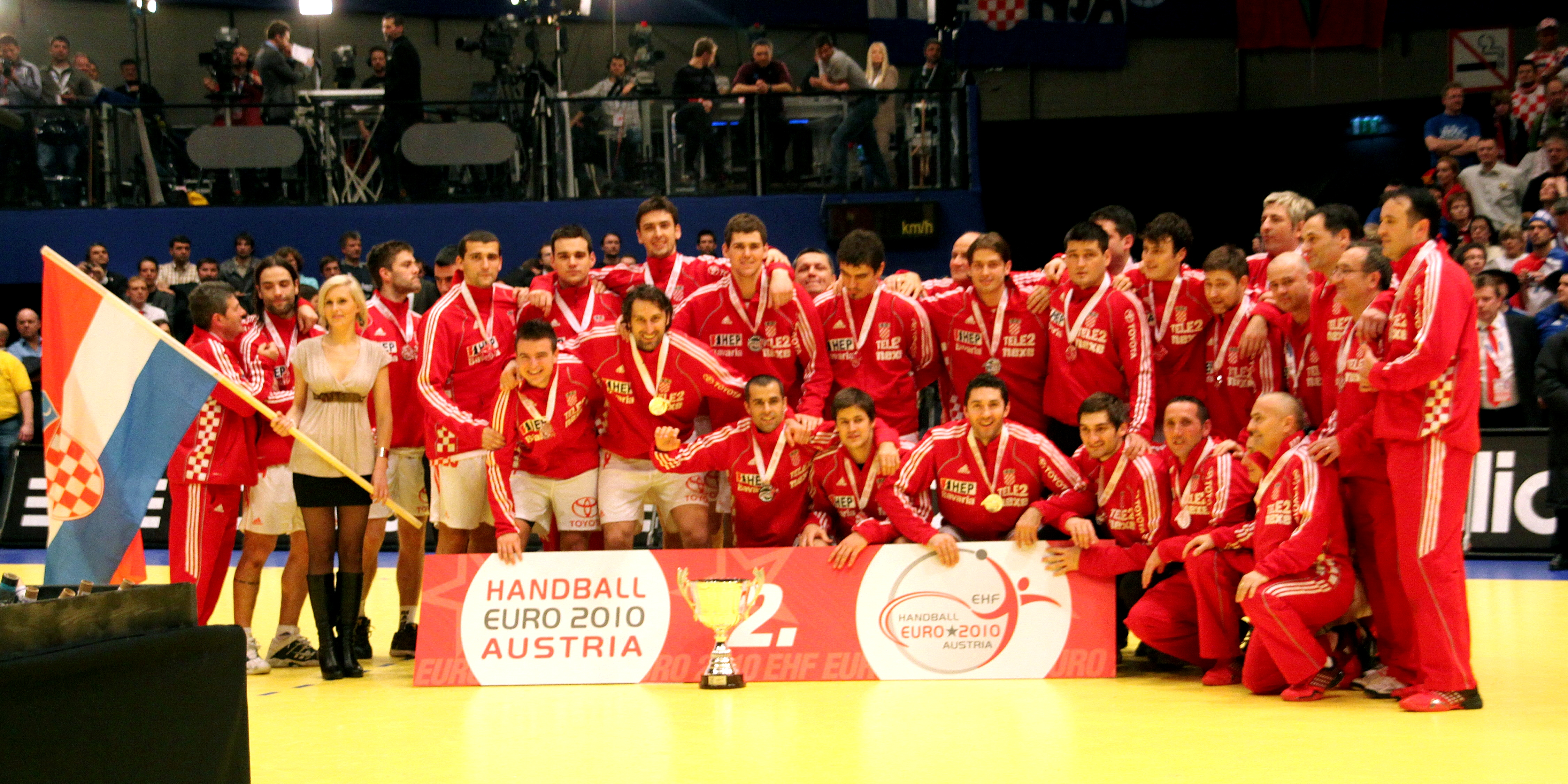
Kroatien bei der Siegerehrung der EHF Euro 2010.

- Europameisterschaft 2012:  3. Platz (von 16 Mannschaften)

Kader: Mirko Alilović (8 Spiele/0 Tore), Venio Losert (8/0), Hrvoje Batinović (2/0), Željko Musa (8/1), Jakov Gojun (8/2), Damir Bičanić (8/4), Drago Vuković (8/5), Ivano Balić (8/6), Domagoj Duvnjak (8/13), Ivan Ninčević (8/13), Zlatko Horvat (8/17), Manuel Štrlek (6/17), Igor Vori (8/18), Denis Buntić (8/19), Marko Kopljar (8/25/All-Star), Blaženko Lacković (8/32), Ivan Čupić (8/42). Trainer: Slavko Goluža.
- Europameisterschaft 2014: 4. Platz (von 16 Mannschaften)

Kader: Mirko Alilović (8 Spiele/0 Tore), Venio Losert (8/0), Drago Vuković (8/0), Stipe Mandalinić (4/2), Ivan Ninčević (8/3), Josip Valčić (8/4), Željko Musa (8/4), Jakov Gojun (8/5), Ivan Slišković (4/10), Igor Vori (8/13), Denis Buntić (8/16), Damir Bičanić (8/23), Ivan Čupić (8/24), Marko Kopljar (8/27), Manuel Štrlek (8/29), Zlatko Horvat (8/33), Domagoj Duvnjak (8/36/All-Star). Trainer: Slavko Goluža.
- Europameisterschaft 2016:  3. Platz (von 16 Mannschaften)

Kader: Mirko Alilović (8 Spiele/0 Tore), Ivan Stevanović (8/0), Jakov Gojun (8/2), Luka Cindrić (7/2), Krešimir Kozina (3/2), Antonijo Kovačević (8/3), Ilija Brozović (5/6), Marko Mamić (8/8), Luka Šebetić (8/11), Igor Karačić (8/12), Ivan Čupić (8/19), Marko Kopljar (8/24), Domagoj Duvnjak (8/25), Ivan Slišković (8/30), Zlatko Horvat (8/31), Marino Marić (8/32), Manuel Štrlek (8/43/All-Star). Trainer: Željko Babić.
- Europameisterschaft 2018: 5. Platz (von 16 Mannschaften)

Kader: Ivan Stevanović (7 Spiele/0 Tore), Mirko Alilović (5/0), Ivan Pešić (2/0), Jakov Gojun (6/0/Bester Verteidiger), Tin Kontrec (1/0), Halil Jaganjac (1/0), Denis Buntić (2/2), Domagoj Duvnjak (1/2), Lovro Mihić (7/2), Igor Vori (6/3), Marino Marić (4/7), Stipe Mandalinić (7/8), Željko Musa (7/9), Marko Kopljar (7/14), Igor Karačić (7/16), Ivan Čupić (7/19), Marko Mamić (7/19), Zlatko Horvat (7/24), Luka Cindrić (7/25), Luka Stepančić (7/25), Manuel Štrlek (7/29/All-Star). Trainer: Lino Červar.

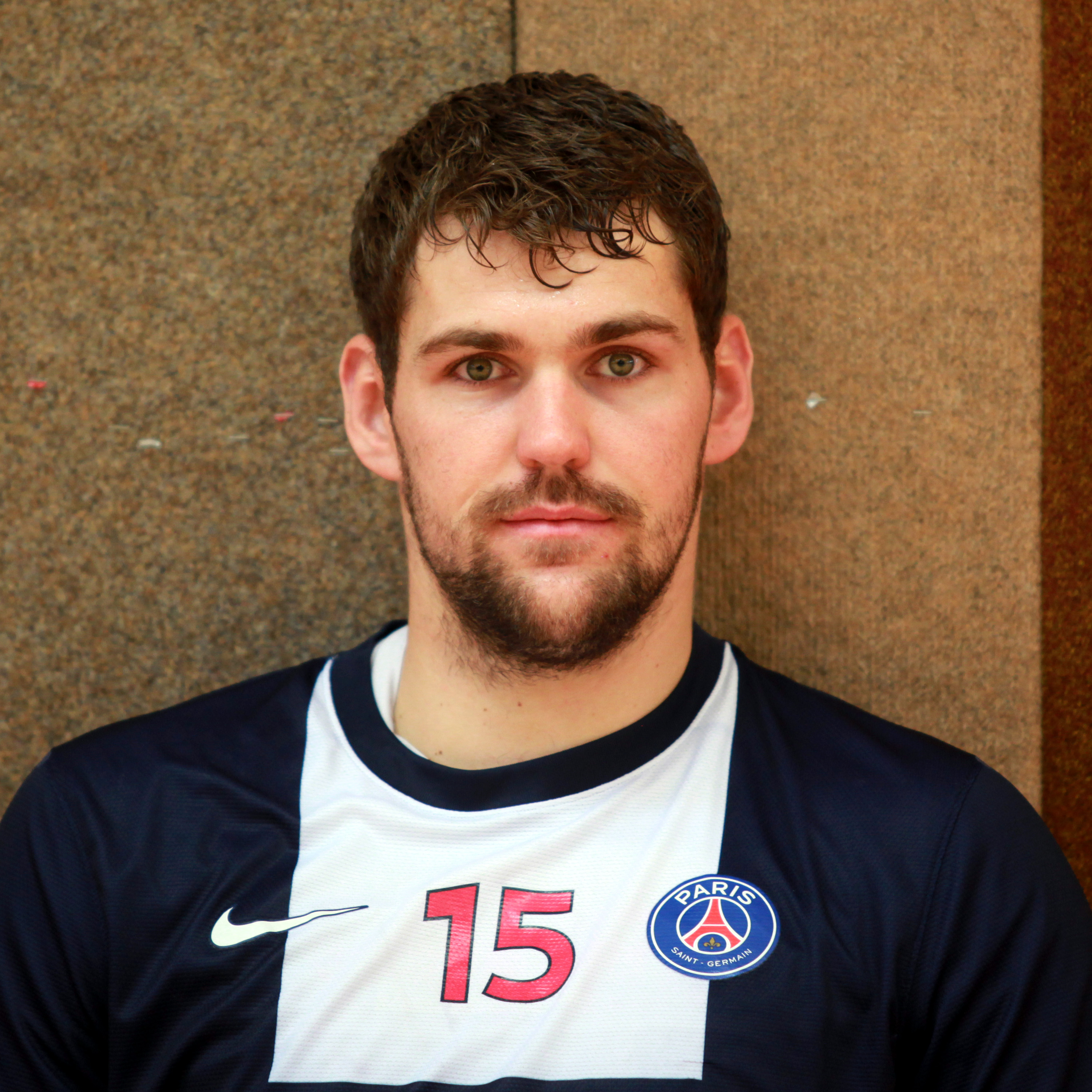
Bester Verteidiger der EHF Euro 2018: Jakov Gojun.

- Europameisterschaft 2020:  2. Platz (von 24 Mannschaften)

Kader: Marin Šego (9 Spiele/0 Tore), Matej Ašanin (9/0), Matej Hrstić (9/2), Valentino Ravnić (4/2), Željko Musa (9/3), Ilija Brozović (5/4), Josip Šarac (9/5), Vlado Matanović (9/6), Marin Šipić (9/6), Marko Mamić (9/8), Marino Marić (9/19), Luka Cindrić (9/21), David Mandić (9/22), Zlatko Horvat (9/24), Luka Stepančić (9/31), Igor Karačić (9/34/All-Star), Domagoj Duvnjak (9/36/Bester Spieler). Trainer: Lino Červar.
- Europameisterschaft 2022: 8. Platz (von 24 Mannschaften)

Kader: Ivan Pešić (6 Spiele/0 Tore), Jakov Gojun (5/0), Kristian Pilipović (3/0), Mirko Alilović (2/0), Ivan Slišković (2/0), Valentino Ravnić (2/0), Davor Ćavar (2/0), Matej Mandić (1/0), Željko Musa (1/0), Lovro Mihić (1/0), Mate Šunjić (3/1), Šime Ivić (5/1), Leon Šušnja (1/2), Halil Jaganjac (2/2), Mateo Maraš (3/2), Nikola Grahovac (3/2), Veron Načinović (4/3), David Mandić (2/3), Zvonimir Srna (3/4), Filip Glavaš (7/5), Ante Gadža (7/8), Marin Jelinić (6/11), Marino Marić (6/13), Luka Cindrić (6/13), Marin Šipić (7/21), Tin Lučin (7/28), Ivan Čupić (7/29), Ivan Martinović (7/37). Trainer: Hrvoje Horvat.
- Europameisterschaft 2024: 11. Platz (von 24 Mannschaften)
- Europameisterschaft 2026: qualifiziert

## Weitere Turnierteilnahmen
(Auswahl)

### Mittelmeerspiele
Bei den Mittelmeerspielen in verschiedenen Ländern des Mittelmeerraumes ist Handball seit 1967, mit Ausnahme von 1971, fester Bestandteil. Dort erreichte die Auswahl folgende Platzierungen:
- Mittelmeerspiele 1993:  1. Platz (von 10 Mannschaften)[35]

Kader: Tonči Peribonio, Mirko Bašić, Goran Perkovac, Alvaro Načinović, Ivica Obrvan, Bruno Gudelj, Iztok Puc, Zlatko Saračević, Ratko Tomljanović, Vlado Šola, Vladimir Jelčić, Patrik Ćavar, Irfan Smajlagić, Nenad Kljaić. Trainer: Zdravko Zovko.
- Mittelmeerspiele 1997:  1. Platz (von 13 Mannschaften)

Kader: Goran Perkovac, Valter Matošević, Valner Franković, Božidar Jović, Miro Barišić, Mario Bjeliš, Goran Jerković, Mirza Džomba, Enes Halkić, Davor Dominiković, Silvio Ivandija, Igor Kos, Dragan Jerković, Neno Boban, Mario Kelentrić, Mladen Prskalo. Trainer: Velimir Kljaić.
- Mittelmeerspiele 2001:  1. Platz (von 12 Mannschaften)

Kader: Ivano Balić, Tihomir Baltić, Zvonimir Bilić, Davor Dominiković, Mirza Džomba, Slavko Goluža, Božidar Jović, Mario Kelentrić, Igor Kos, Blaženko Lacković, Valter Matošević, Diego Modrušan, Goran Šprem, Renato Sulić, Vedran Zrnić. Trainer: Josip Milković.
- Mittelmeerspiele 2005:  2. Platz (von 10 Mannschaften)

Kader: Damir Bičanić, Nikola Blažičko, Denis Buntić, Josip Čale, Ivan Čupić, Zlatko Horvat, Tomislav Huljina, Krešimir Ivanković, Marin Knez, Branimir Koloper, Mario Obad, Vladimir Ostarčević, Ivan Pongračić, Vjenceslav Somić, Ljubo Vukić, Drago Vuković. Trainer: Lino Červar.
- Mittelmeerspiele 2009: nicht teilgenommen
- Mittelmeerspiele 2013:  2. Platz (von 10 Mannschaften)

Kader: Ivan Pešić, Ivan Stevanović, Hrvoje Batinović, Lovro Šprem, Jerko Matulić, Nik Tominec, Marino Marić, Filip Gavranović, Ivan Slišković, Stefan Vujić, Marko Matić, Luka Stepančić, Robert Markotić, Igor Karačić, Damir Batinović, Josip Vidović. Trainer: Slavko Goluža.
- Mittelmeerspiele 2018:  1. Platz (von 13 Mannschaften)

Kader: Matej Ašanin, Josip Božić Pavletić, Bruno Butorac, Josip Ereš, Halil Jaganjac, Lovro Jotić, Tin Kontrec, David Mandić, Petar Medić, Ante Kaleb, Valentino Ravnić, Marin Šipić, Ivan Sršen, Mate Šunjić, Leon Šušnja, Jakov Vranković. Trainer: Lino Červar.
- Mittelmeerspiele 2022: nicht teilgenommen

### World Cup
Beim World Cup (1971–2010) in Schweden sowie teilweise in Norwegen und Deutschland, erreichte die Auswahl folgende Platzierungen:
- World Cup 1996: 8. Platz (von 8 Mannschaften)
- World Cup 2004: 8. Platz (von 8 Mannschaften)

Kader: (mglw. unvollständig), Venio Losert, Vlado Šola, Ivano Balić, Igor Kos, Vedran Zrnić, Josip Čale, Mario Bjeliš, Davor Dominiković, Mirza Džomba, Zoran Jeftić, Krezo Ivanković, Goran Šprem, Petar Metličić, Alen Blažević. Trainer: Ivica Udovičić.
- World Cup 2006: 1. Platz (von 8 Mannschaften)

Kader: Venio Losert, Dragan Jerković, Ljubo Vukić, Renato Sulić, Ivano Balić, Ivan Vukas, Blaženko Lacković, Vedran Zrnić, Marko Bagarić, Igor Vori, Davor Dominiković, Mirza Džomba, Drago Vuković, Goran Šprem, Denis Špoljarić, Petar Metličić, Damir Bičanić. Trainer: Lino Červar.

### Supercup
Beim Supercup (1979–2015) in Deutschland erreichte die Auswahl folgende Platzierungen:
- Supercup 1998: 7. Platz (von 8 Mannschaften)

Kader (mglw. unvollständig): Valter Matošević, Venio Losert, Egon Paljar, Goran Jerković, Mario Bjeliš, Vladimir Šujster, Zvonimir Bilić, Nenad Kljaić, Milanko Caprić, Petar Metličić, Davor Dominiković, Slavko Goluža, Zoran Mikulić, Tomislav Farkaš. Trainer: Velimir Kljaić.
- Supercup 1999: 2. Platz (von 6 Mannschaften)

Kader: Mario Kelentrić, Vladimir Jelčić, Božidar Jović, Alvaro Načinović, Tomislav Farkaš, Nenad Kljaić, Ratko Tomljanović, Mirza Džomba, Venio Losert, Tonči Valčić, Slavko Goluža, Valter Matošević, Vedran Zrnić, Denis Špoljarić, Zoran Mikulić, Vlado Šola. Trainer: Zdravko Zovko.
- Supercup 2001: 4. Platz (von 6 Mannschaften)

Kader: Mario Kelentrić, Venio Losert, Valter Matošević, Tihomir Baltić, Renato Sulić, Ivano Balić, Vedran Zrnić, Matija Štritof, Miro Barišić, Tonči Valčić, Slavko Goluža, Goran Šprem, Denis Špoljarić, Petar Metličić, Zvonimir Bilić. Trainer: Josip Milković.
- Supercup 2003: 4. Platz (von 6 Mannschaften)

Kader: Mario Kelentrić, Nikola Blažičko, Vlado Šola, Nikša Kaleb, Renato Sulić, Ivano Balić, Blaženko Lacković, Vedran Zrnić, Zvonimir Bilić, Igor Vori, Davor Dominiković, Mirza Džomba, Patrik Ćavar, Slavko Goluža, Denis Špoljarić, Petar Metličić. Trainer: Lino Červar.
- Supercup 2005: 4. Platz (von 6 Mannschaften)

Kader: Vlado Šola, Nikola Blažičko, Venio Losert, Blaženko Lacković, Davor Dominiković, Ivano Balić, Slavko Goluža, Denis Špoljarić, Petar Metličić, Denis Buntić, Goran Šprem, Ivan Pongračić, Mirza Džomba, Vedran Zrnić, Igor Vori, Renato Sulić. Trainer: Lino Červar.

### Golden League
Bei der Golden League, ausgetragen in Dänemark, Norwegen und Frankreich, erreichte die Auswahl folgende Platzierungen:
- Golden League 2013/14, 1. Turnier: 2. Platz (von 4 Mannschaften)

## Spieler und Trainer

### Aktueller Kader
| Nr. | Spieler             | Geburtstag | Alter | Position        | Größe  | Gewicht | Verein                   | Lsp. | Tore |
| --- | ------------------- | ---------- | ----- | --------------- | ------ | ------- | ------------------------ | ---- | ---- |
| 33  | Luka Cindrić        | 05.07.1993 | 30    | Rückraum Mitte  | 1,81 m | 91 kg   | Dinamo Bukarest          | 97   | 287  |
| 5   | Domagoj Duvnjak     | 01.06.1988 | 35    | Rückraum Mitte  | 1,98 m | 97 kg   | THW Kiel                 | 242  | 747  |
| 57  | Filip Glavaš        | 06.05.1997 | 26    | Rechtsaußen     | 1,84 m | 81 kg   | RK PPD Zagreb            | 26   | 90   |
| 40  | Nikola Grahovac     | 14.12.1998 | 25    | Kreisläufer     | 2,01 m | 111 kg  | HBW Balingen-Weilstetten | 12   | 7    |
| 8   | Matej Hrstić        | 11.08.1996 | 27    | Rückraum links  | 1,98 m | 100 kg  | Limoges Handball         | 12   | 5    |
| 38  | Ante Ivanković      | 15.08.2000 | 23    | Rückraum links  | 1,95 m | 93 kg   | RK Celje Pivovarna Laško | 2    | 0    |
| 16  | Filip Ivić          | 30.08.1992 | 31    | Torhüter        | 1,95 m | 95 kg   | Chambery Savoie HB       | 50   | 1    |
| 62  | Marin Jelinić       | 07.12.1996 | 27    | Linksaußen      | 1,94 m | 94 kg   | OTP Bank-Pick Szeged     | 23   | 60   |
| 18  | Igor Karačić        | 02.11.1988 | 35    | Rückraum Mitte  | 1,91 m | 91 kg   | Industria Kielce         | 109  | 277  |
| 59  | Luka Lovre Klarica  | 25.09.2001 | 22    | Rückraum rechts | 1,98 m | 95 kg   | RK PPD Zagreb            | 9    | 14   |
| 25  | Tomislav Kušan      | 16.12.1994 | 29    | Kreisläufer     | 2,00 m | 115 kg  | Limoges Handball         | 3    | 7    |
| 1   | Dominik Kuzmanović  | 15.08.2002 | 21    | Torhüter        | 1,91 m | 88 kg   | VfL Gummersbach          | 12   | 0    |
| 41  | Tin Lučin           | 16.08.1999 | 24    | Rückraum Mitte  | 1,96 m | 98 kg   | RK Nexe Našice           | 22   | 66   |
| 30  | Marko Mamić         | 06.03.1994 | 29    | Rückraum links  | 2,02 m | 110 kg  | SC DHfK Leipzig Handball | 79   | 123  |
| 39  | David Mandić        | 14.09.1997 | 26    | Linksaußen      | 1,87 m | 87 kg   | MT Melsungen             | 54   | 137  |
| 12  | Matej Mandić        | 02.05.2002 | 21    | Torhüter        | 2,04 m | 95 kg   | RK PPD Zagreb            | 8    | 0    |
| 20  | Mateo Maraš         | 17.12.2000 | 23    | Rückraum rechts | 2,03 m | 103 kg  | Tatabánya KC             | 12   | 20   |
| 51  | Ivan Martinović     | 06.01.1998 | 26    | Rückraum rechts | 1,94 m | 95 kg   | MT Melsungen             | 35   | 154  |
| 29  | Patrik Martinović   | 29.08.2000 | 23    | Rückraum rechts | 1,89 m | 91 kg   | AEK Athen                | 0    | 0    |
| 2   | Lovro Mihić         | 25.08.1994 | 29    | Linksaußen      | 1,81 m | 81 kg   | Wisła Płock              | 48   | 68   |
| 15  | Fran Mileta         | 14.08.2000 | 23    | Rechtsaußen     | 1,81 m | 72 kg   | TuS Vinnhorst            | 5    | 5    |
| 13  | Maksimilijan Molc   | 03.02.2004 | 19    | Rechtsaußen     | 1,81 m | 78 kg   | RK Dubrava               | 0    | 0    |
| 64  | Luka Moslavac       | 08.03.1998 | 25    | Rückraum links  | 1,95 m | 93 kg   | RK Nexe Našice           | 0    | 0    |
| 21  | Veron Načinović     | 07.03.2000 | 23    | Kreisläufer     | 2,04 m | 108 kg  | Montpellier Handball     | 15   | 23   |
| 28  | Ivano Pavlović      | 19.03.2003 | 20    | Rückraum Mitte  | 1,90 m | 85 kg   | HRK Izviđač              | 0    | 0    |
| 36  | Kristian Pilipović  | 10.12.1994 | 29    | Torhüter        | 1,91 m | 98 kg   | Kadetten Schaffhausen    | 4    | 0    |
| 63  | Gianfranco Pribetić | 28.04.2000 | 23    | Kreisläufer     | 1,95 m | 96 kg   | RK Nexe Našice           | 2    | 1    |
| 17  | Josip Šarac         | 24.02.1998 | 25    | Rückraum links  | 2,01 m | 100 kg  | Frisch Auf Göppingen     | 32   | 40   |
| 53  | Marin Šipić         | 29.04.1996 | 27    | Kreisläufer     | 1,90 m | 107 kg  | HC Kriens-Luzern         | 55   | 115  |
| 43  | Dino Slavić         | 04.12.1992 | 31    | Torhüter        | 1,85 m | 96 kg   | Limoges Handball         | 8    | 0    |
| 22  | Ivan Šnajder        | 13.05.1997 | 26    | Linksaußen      | 1,90 m | 93 kg   | ThSV Eisenach            | 0    | 0    |
| 6   | Mario Šoštarić      | 25.11.1992 | 31    | Rechtsaußen     | 1,93 m | 94 kg   | OTP Bank-Pick Szeged     | 4    | 11   |
| 58  | Zvonimir Srna       | 18.01.1998 | 25    | Rückraum links  | 2,02 m | 100 kg  | RK PPD Zagreb            | 14   | 14   |
| 7   | Luka Stepančić      | 20.11.1990 | 33    | Rückraum rechts | 2,03 m | 105 kg  | OTP Bank-Pick Szeged     | 94   | 253  |
| 37  | Filip Vistorop      | 29.04.1998 | 25    | Rückraum Mitte  | 1,95 m | 96 kg   | HBW Balingen-Weilstetten | 2    | 4    |

### Bisherige Trainer

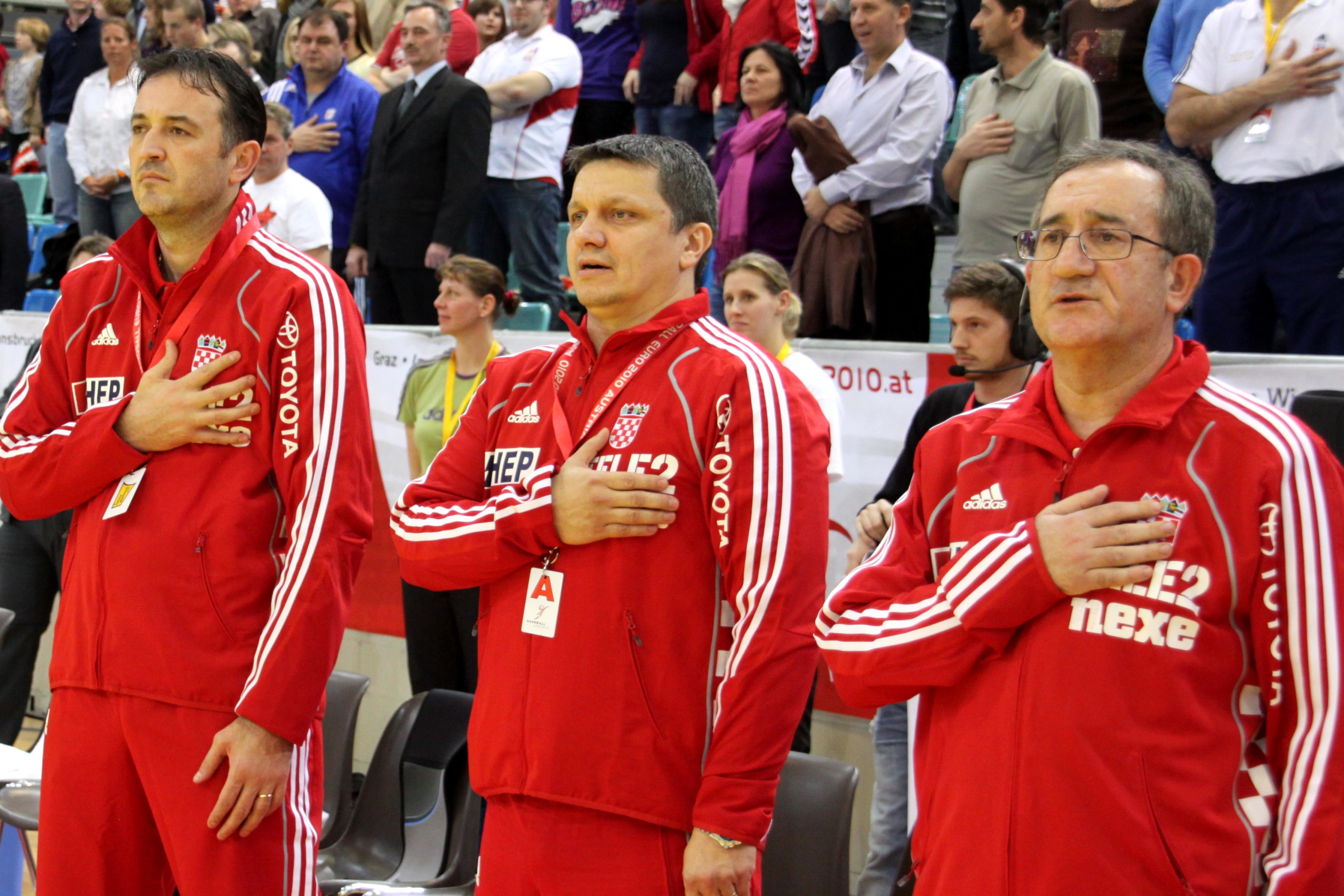
Die beiden Co-Trainer Slavko Goluža und Ivica Udovičić sowie Cheftrainer Lino Červar (v.l.) bei der EHF Euro 2010.

| Zeitraum  | Nation                  | Trainer          |
| --------- | ----------------------- | ---------------- |
| 1990–1991 | Kroatien                | Josip Milković   |
| 1991–1995 | Kroatien                | Zdravko Zovko    |
| 1995–1996 | Bosnien und Herzegowina | Abas Arslanagić  |
| 1996      | Kroatien                | Vlado Nekić      |
| 1996      | Kroatien                | Velimir Kljaić   |
| 1996      | Kroatien                | Ivan Duvnjak     |
| 1996      | Kroatien                | Damir Čavlović   |
| 1997      | Kroatien                | Josip Glavaš     |
| 1997–1998 | Kroatien                | Ilija Puljević   |
| 1998      | Kroatien                | Velimir Kljaić   |
| 1999–2000 | Kroatien                | Zdravko Zovko    |
| 2000–2002 | Kroatien                | Josip Milković   |
| 2002–2011 | Kroatien                | Lino Červar      |
| 2011–2015 | Kroatien                | Slavko Goluža    |
| 2015–2017 | Kroatien                | Željko Babić     |
| 2017–2021 | Kroatien                | Lino Červar      |
| 2021–2023 | Kroatien                | Hrvoje Horvat    |
| 2023–2024 | Kroatien                | Goran Perkovac   |
| seit 2024 | Island                  | Dagur Sigurðsson |

### Spielerrekorde
Aktive Spieler sind grün hinterlegt. Stand: 3. Februar 2025.

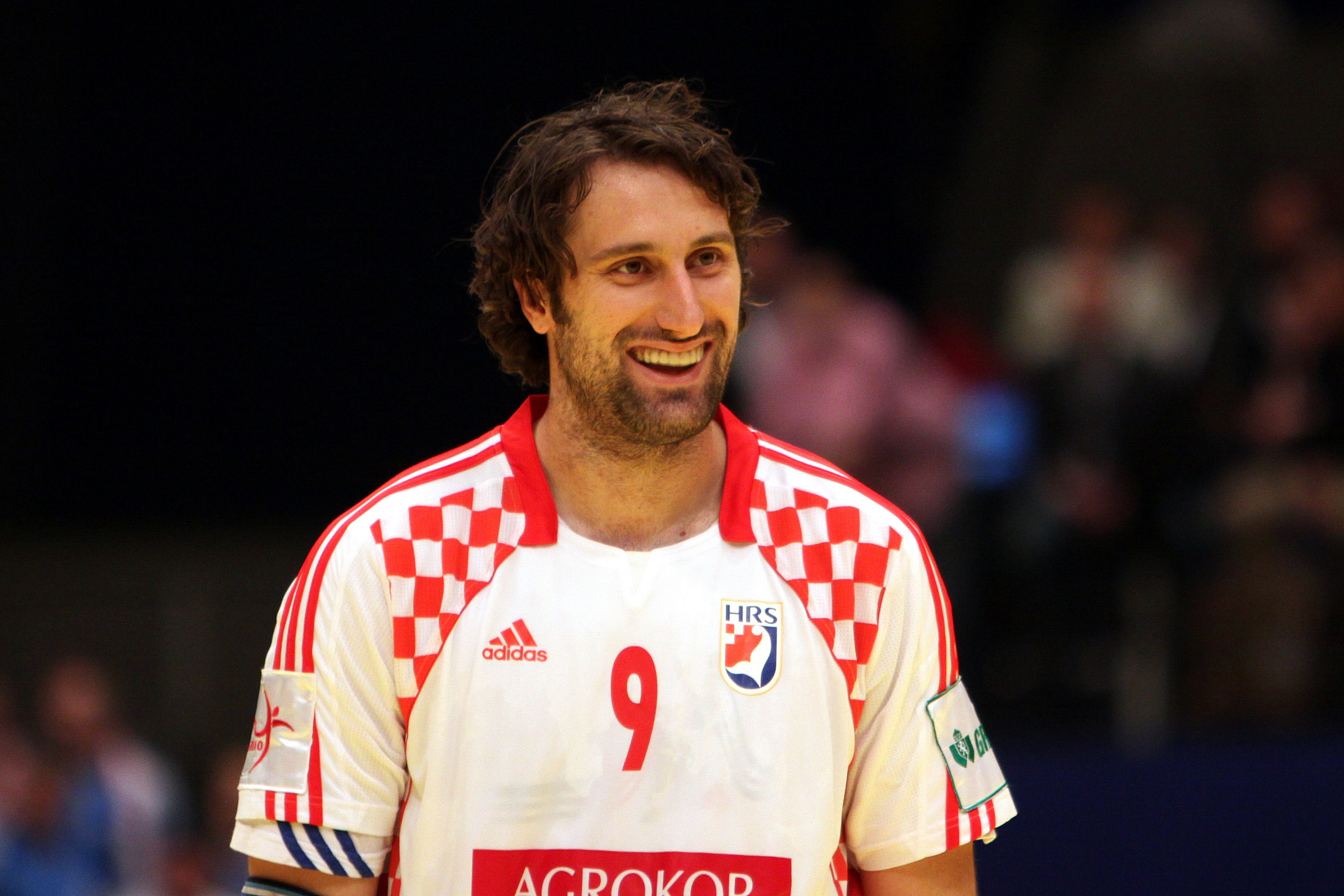
Der ehemalige Rekordspieler Igor Vori bei der EHF Euro 2010.
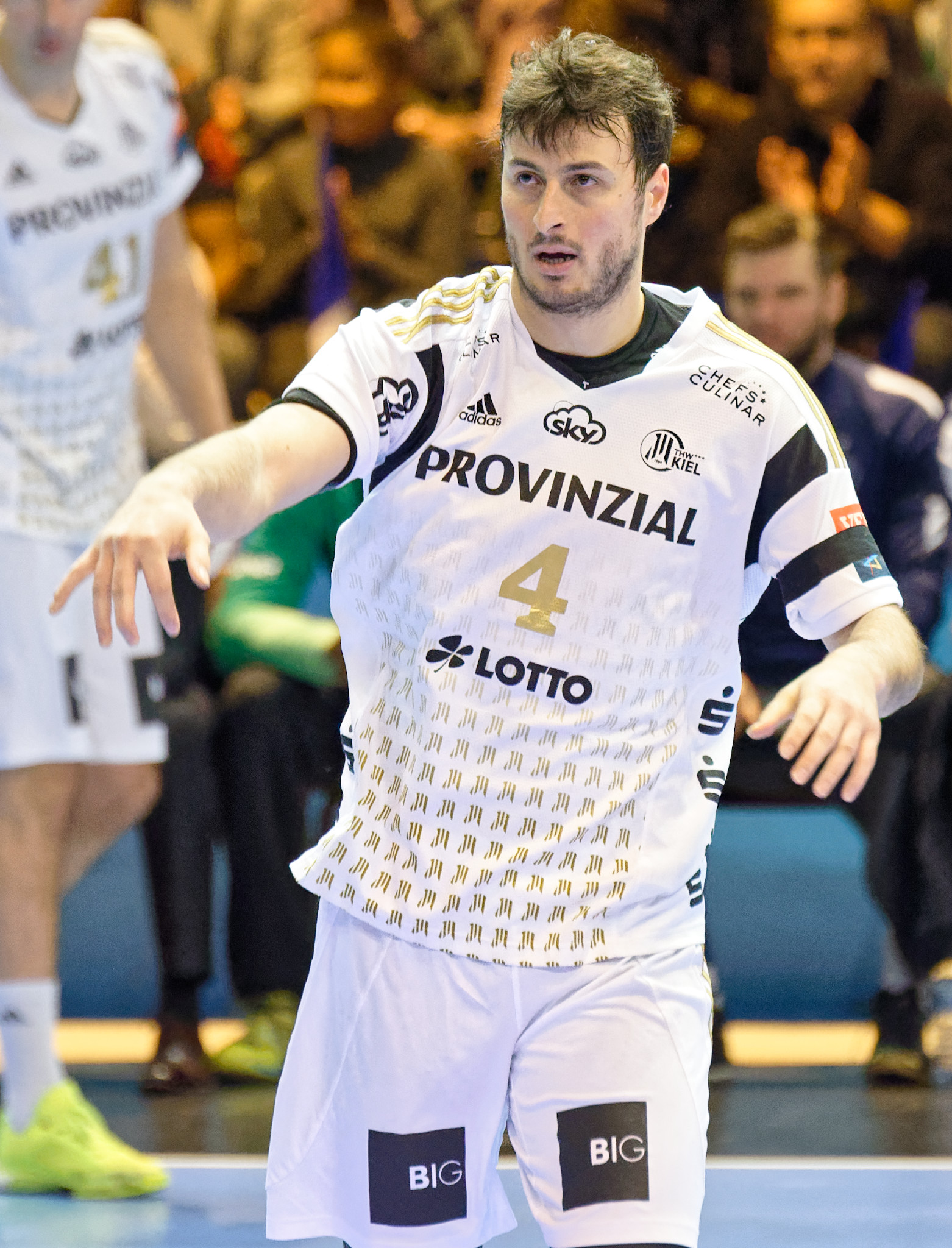
Rekordspieler und -torschütze Domagoj Duvnjak im Trikot des THW Kiel (2015).

| Rang | Spieler           | Jahre     | Spiele |
| ---- | ----------------- | --------- | ------ |
| 1.   | Domagoj Duvnjak   | 2006–2025 | 272    |
| 2.   | Igor Vori         | 2001–2018 | 246    |
| 3.   | Venio Losert      | 1995–2015 | 211    |
| 4.   | Slavko Goluža     | 1991–2006 | 204    |
| 5.   | Ivano Balić       | 2001–2012 | 198    |
| 6.   | Blaženko Lacković | 2001–2013 | 195    |
| 7.   | Valter Matošević  | 1992–2004 | 191    |
| 8.   | Goran Perkovac    | 1992–2000 | 190    |
| 9.   | Vedran Zrnić      | 1999–2010 | 189    |
| 10.  | Mirza Džomba      | 1997–2008 | 185    |

| Rang | Spieler           | Jahre     | Tore |
| ---- | ----------------- | --------- | ---- |
| 1.   | Domagoj Duvnjak   | 2006–2025 | 796  |
| 2.   | Mirza Džomba      | 1997–2008 | 719  |
| 3.   | Patrik Ćavar      | 1991–2003 | 639  |
| 4.   | Ivan Čupić        | 2005–2024 | 616  |
| 5.   | Igor Vori         | 2001–2018 | 590  |
| 6.   | Manuel Štrlek     | 2010–2021 | 577  |
| 7.   | Blaženko Lacković | 2001–2013 | 571  |
| 8.   | Zlatko Horvat     | 2008–2020 | 566  |
| 9.   | Slavko Goluža     | 1991–2006 | 545  |
| 10.  | Ivano Balić       | 2001–2012 | 535  |